# François-Ignace de Baglion
François-Ignace de Baglion de Saillant, né en 1632 à Lyon et mort le 26 janvier 1698, est un prélat français du XVIIe siècle.

## Biographie
François-Ignace de Baglion est issu d'une famille d'origine florentine connue en France depuis Pietro Baglioni qui se marie à Lyon en 1539. Né à Lyon et baptisé le 1er août 1632, il est le fils de Léonor, baron de Jons maitre d'hôtel de Louis XIII de France et de Françoise-Henriette de Bellièvre. Il sert d'abord comme militaire dans la cavalerie et succède à son père comme gentilhomme du roi. Il renonce au monde et entre dans la congrégation de l'Oratoire  le 5 juillet 1655. Il étudie alors la théologie et la philosophie mais n'obtient son doctorat en droit canon qu'en mars 1679 après avoir été élevé à l'épiscopat. Il est ordonné prêtre le 20 avril 1658.
D'abord supérieur de l'Oratoire de Montmorency près de Paris en 1659, il est pendant 6 années l'assistant du supérieur général Jean-François Senault puis est nommé supérieur de la maison de Paris en 1672. Il occupe alors de hautes fonctions dans l'Oratoire et devient Procureur général. Il acquiert une réputation de prêcheur qu'il perpétue comme évêque de Tréguier où il apprend le breton pour prêcher dans la cathédrale .
Il est nommé évêque de Tréguier en 1679, confirmé le 22 juin et consacré le 23 juillet par François de Harlay de Champvallon, l'archevêque de Paris. Il participe à l'Assemblée du clergé gallicane de 1682.
Il est transféré à Poitiers en 1686 et confirmé seulement le 23 novembre 1693 du fait du conflit entre la cour de Rome et le roi Louis XV. Il meurt en janvier 1698.